# Narcís Comadira i Moragriega
Narcís Comadira i Moragriega (Girona, 22 de gener de 1942) és un poeta, pintor, dramaturg, traductor, periodista i crític literari català. La seva poètica és de factura més aviat clàssica, de temàtica contemplativa i un punt de vista de vegades irònic.
Com a pintor, entén la seva obra com una extensió de la poesia. Els seus primers treballs mostraven referències del surrealisme i el pop, així com del seu mestre Domènec Fita. A finals dels anys setanta va abandonar la figura per començar a representar la natura i l'arquitectura, especialitzant-se en un paisatgisme molt personal i marcat pel realisme, que en els seus últims treballs està portant cap a una síntesi d'aquest, on cada cop apareixen menys elements a les seves obres.
El 2014 Edicions 62 publicà la seva obra poètica completa (Poesia. 1966-2012), i l'any anterior aparegué Quan em llegiu. Poemes de Narcís Comadira triats i comentats per quaranta-set lectors (Edicions 62, 2013). El 2015 va aparèixer a la col·lecció Letras Hispánicas: El arte de la fuga. Antología del autor (Cátedra).
A les eleccions municipals de 2015 va ocupar l'última posició de la llista de la Candidatura d'Unitat Popular a Girona. A les eleccions al Parlament de Catalunya de 2015 va formar part de la llista electoral de la Candidatura d'Unitat Popular - Crida Constituent en quinzena posició per la circumscripció de Girona.

## Obra
| Segons Isidor Cònsul «el punt madur de la seva lucidesa creadora roda, en fràgil equilibri, entre una compulsada capacitat reflexiva, una lírica de tendència elegíaca, el conreu poc o molt sistemàtic de la ironia i l'exercici del dubte». Com explica Josep Bargalló, dins de la producció poètica de Narcís Comadira el seu tercer llibre Amich de plor, un volum de trenta-un sonets, és considerat el fundacional de la seva poètica. Les influències més notables són: Foix, Ferrater, Carner i -tal com s'aprecia en el títol- March. De fet, Narcís Comadira assistí a les classes de crítica literària de Ferrater i fou arran d'això que, després que Ferrater hagués llegit Papers privats de Comadira, li aconsellà, primer, que llegís Carner i Foix, i, segon, que escrivís en sonets. - 1966 La febre freda (dins 5 poetes de Girona) - 1969 Papers privats - 1970 Amich de plor - 1974 Un passeig pels bulevards ardents - 1976 El verd jardí - 1976 Desdesig, un recull de 15 poemes que narren una relació amorosa. - 1976 Les ciutats - 1978 Terra natal - 1980 Àlbum de família - 1981 La llibertat i el terror - 1984 Rèquiem - 1985 Enigma - 1990 En quarantena - 1995 Usdefruit - 1998 Poemes - 1999 Recull de poemes i serigrafies - 2000 Lírica lleugera - 2002 L'art de la fuga - 2003 Formes de l'ombra. Poesies 1966-2002 - 2007 Llast - 2012 Lent - 2014 Poesia 1966-2012 - 2018 Manera negra - 2003 El sol es pon | - 1989 Girona: Matèria i memòria - 1990 Gerona - 1998 Girona: retrat sentimental d'una ciutat - 1992 La vida perdurable: un dinar. Neva: un te - 1996 L'hora dels adéus - 1997 El dia dels morts. Un oratori per a Josep Pla. - 2015 "L'hort de les oliveres" - 1977 Guia de l'arquitectura dels segles xix i xx a la província de Girona (amb Joan Tarrús) - 1996 Rafael Masó, arquitecte noucentista (amb Joan Tarrús) - 1998 Sense escut - 1999 Joaquim Sunyer: la construcción de una mirada - 2001 L'any litúrgic com a obra d'art total - 2002 L'ànima dels poetes - 2003 Jacint Verdaguer, poeta i prevere (amb altres autors) - 2005 La paraula figurada: la presència del llibre a les col·leccions del MNAC (amb altres autors) - 2006 Forma i prejudici: papers del noucentisme - 2011 Les paraules alades. Papers sobre el sentit de la lletra - 2005 Cants de Giacomo Leopardi - 2013 Càntic dels Càntics de Salomó, juntament amb Joan Ferrer Costa |

## Premis
- 1986 Premi Crítica Serra d'Or de poesia per Enigma
- 1990 Premi de la Crítica de poesia catalana per En quarantena
- 1992 Lletra d'Or per En quarantena
- 1992 Premi Crítica Serra d'Or de Teatre per La vida perdurable
- 1998 Premi Cavall Verd de traducció poètica per Digue'm la veritat sobre l'amor de W.H. Auden
- 2005 Premi Crítica Serra d'Or de traducció poètica per Cants de Giacomo Leopardi
- 2013 Creu de Sant Jordi.[10]
- 2018 Doctor honoris causa per la Universitat de Girona[11]
- 2020 Premi Jaume Fuster de l'Associació d'Escriptors en Llengua Catalana.[12]
- 2021 Premi Nacional de Cultura.[13]

## Exposicions rellevants

### Pintura
- 1973 - Spanish Institute de Londres[14]
- 2010 - Museu de Montserrat, Museu d'Art de Girona i Fundació Fita[15] Comissariada per Jordi Falgàs.

### Poesia

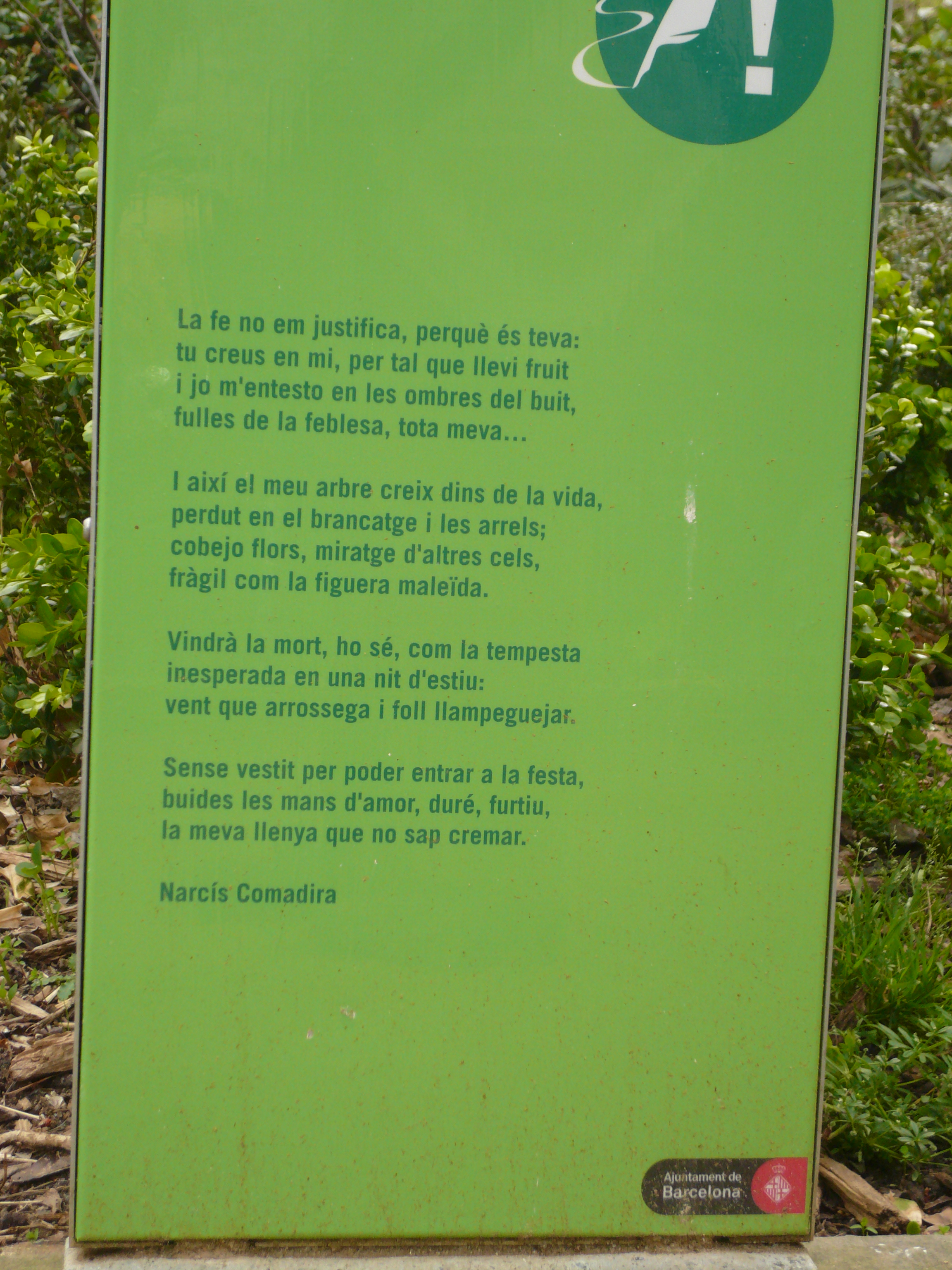
Poema en l'itinerari poètic del Turó Parc (Barcelona)

El 2003, coincidint amb el primer dia d'estiu, la Fundació Josep Pla va inaugurar una nova proposta de relectura de l'obra de l'escriptor de Palafrugell amb l'exposició El temps que fuig, que posava en relació uns fragments de l'obra periodística i gràfica de l'autor contemporani Narcís Comadira, i el llibre Les hores de Josep Pla que feia cinquanta anys havia sigut presentat per un altre poeta, Salvador Espriu. L'exposició convidava a assaborir l'obra de Comadira i Pla, a percebre divergències, coincidències, valoracions oposades o nostàlgies compartides.